# Charles Owens (saxofonist, 1972)
Charles Owens (Alexandria, 6 juni 1972) is een Amerikaanse jazzsaxofonist.

## Biografie
Owens groeide op in een voorstad van Washington D.C.. Hij bezocht de Duke Ellington School for the Arts en verhuisde daarna naar Miami, waar hij zijn opleiding vervolgde aan de New World School of the Arts. In 1992 kwam hij naar New York en studeerde hij in het jazzprogramma van The New School. Sindsdien werkte hij in verschillende bandprojecten met o.a. Daniel Freedman, Omer Avital (Asking No Permission, 1996) en Jason Lindner (Premonition, 1998) en schreef hij de filmmuziek voor Fly Trap. Hij woont in Charlottesville. In 2019 leidt hij een trio met Alexander Claffy (bas) en Kyle Poole (drums).
Charles Owens dient niet te worden verwisseld met de in 1939 geboren saxofonist Charles Owens.

## Discografie
- 1997: Jazz Underground: Live at Smalls (Impulse! Records) compilatie
- 1998: Eternal Balance (Fresh Sound Records)
- 2013: 2013 als Charles Owens Trio feat. Matthew Hall and Brian Caputo
- 2015: A Day With Us als Charles Owens Trio